# Slămnești, Gorj
Slămnești este un sat în comuna Crușeț din județul Gorj, Oltenia, România.